# Willem Boerdam
Willem Boerdam (* 2. November 1883 in Rotterdam; † 9. Dezember 1966) war ein niederländischer Fußballspieler. 

## Verein
Auf Vereinsebene spielte Boerdam von 1908 bis 1911 für Sparta Rotterdam. In dieser Zeit wurde seine Mannschaft in den Spielzeiten 1908/09 und 1910/11 jeweils Niederländischer Meister.

## Nationalmannschaft
Boerdam debütierte am 25. April 1909 in der niederländischen Fußballnationalmannschaft in der Begegnung gegen die Nationalelf aus Belgien. Sein zweites und letztes Länderspiel für die Elftal datiert vom 16. Oktober 1910. Gegner in diesem Spiel war die deutsche Nationalmannschaft. Bei den Olympischen Sommerspielen 1920 wird ein gleichnamiger Spieler im niederländischen Kader geführt. Ob es sich dabei um dieselbe Person handelt, bedarf der Klärung.

## Erfolge
- 2× Niederländischer Meister (1908/09 und 1910/11)